# Жаман-Каргалы
Жама́н-Каргалы́ (Жаман-Каргала́; каз. Жаман Қарғалы) — река в Актюбинской области Казахстана, правый приток реки Каргалы. Жаман-Каргалы берёт истоки на крайнем западе Хромтауского района и дальше протекает по территории городской администрации города Актобе, где впадает в Каргалы. Средний уровень расхода воды в притоке Жаман-Каргалы равен 9,18 м³. Вдоль берега реки расположено несколько памятников архитектуры и некрополей, датируемых VIII—VII и II—IV веками до н. э.